# Valley City (North Dakota)
Valley City ist eine Kleinstadt (mit dem Status „City“) und Verwaltungssitz des Barnes County im US-amerikanischen Bundesstaat North Dakota. Im Jahr 2010 hatte Valley City 6585 Einwohner. Die Stadt ist als Stadt der Brücken bekannt, wegen ihrer vielen Brücken über den Sheyenne River. Die bekannteste Brücke ist die Hi-Line Railroad Bridge.

## Geschichte
Valley City hieß ursprünglich Worthington und wurde unter diesem Namen 1874 angelegt, als die Eisenbahnlinie bis dorthin verlängert wurde. Der heutige Name bezieht sich auf die Lage der Stadt im Tal des Sheyenne River. 1874 wurde ein Postamt unter dem Namen Worthington eingerichtet, das seit 1878 unter dem Namen Valley City weitergeführt wird.

## Demografie
Nach der Schätzung von 2019 leben in Valley City 6323 Menschen. Die Bevölkerung teilte sich im selben Jahr auf in 90,8 % Weiße, 3,5 % Afroamerikaner, 2,8 % amerikanische Ureinwohner, 1,7 % Asiaten und 1,0 % mit zwei oder mehr Ethnizitäten. Hispanics oder Latinos aller Ethnien machten 3,0 % der Bevölkerung von Valley City aus. Das mittlere Haushaltseinkommen lag bei 46.926 US-Dollar und die Armutsquote bei 12,5 %.

## Bildung
In Valley City befinden sich das Valley City State University, eine öffentliche Universität.

## Söhne und Töchter der Stadt
- George Walter Mason (1891–1954), Industrieller
- Ann Sothern (1909–2001), Schauspielerin
- James M. McPherson (* 1936), Historiker
- Earl Pomeroy (* 1952), Politiker